# Sorbisch

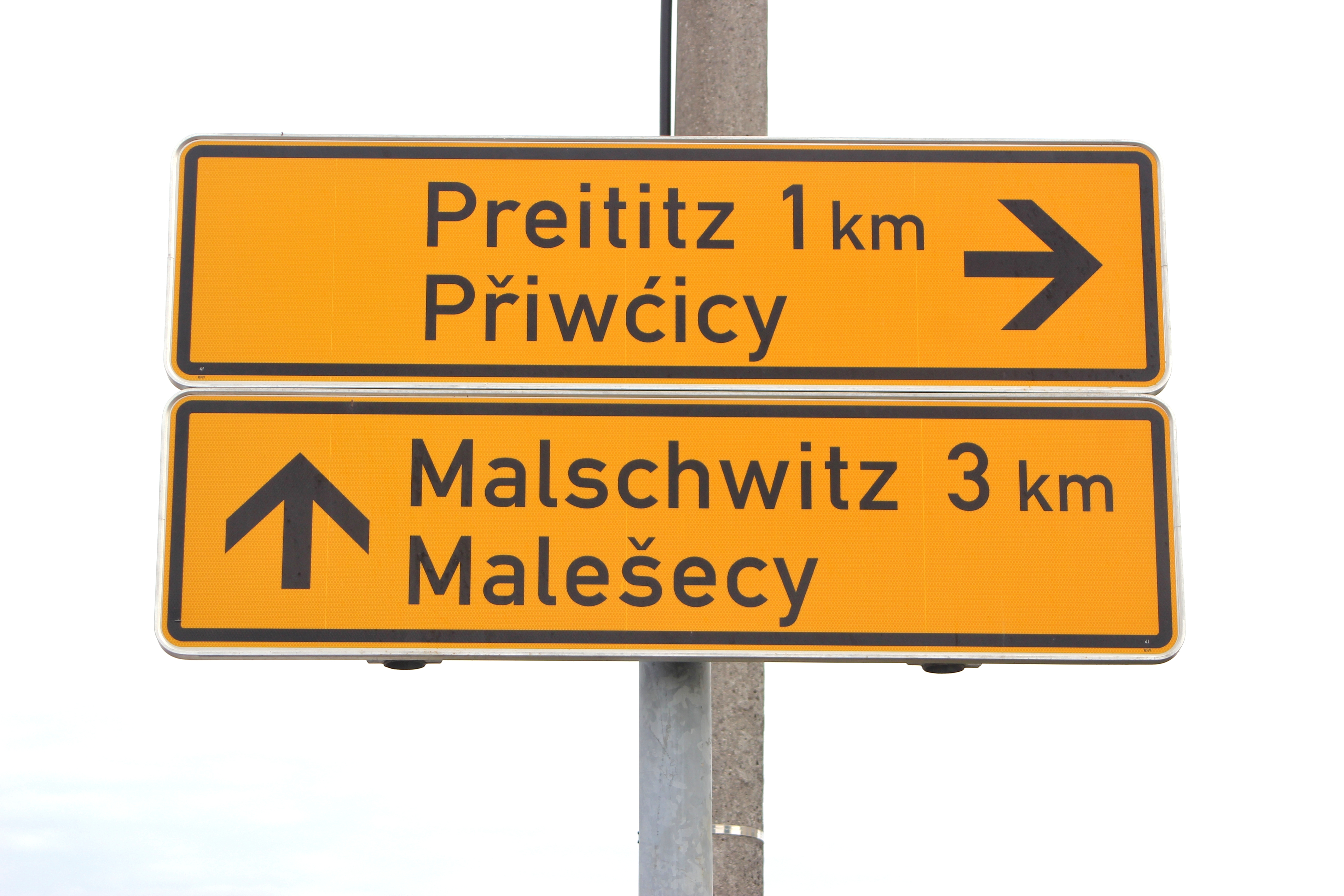
Tweetalige bewegwijzering Duits-Sorbisch

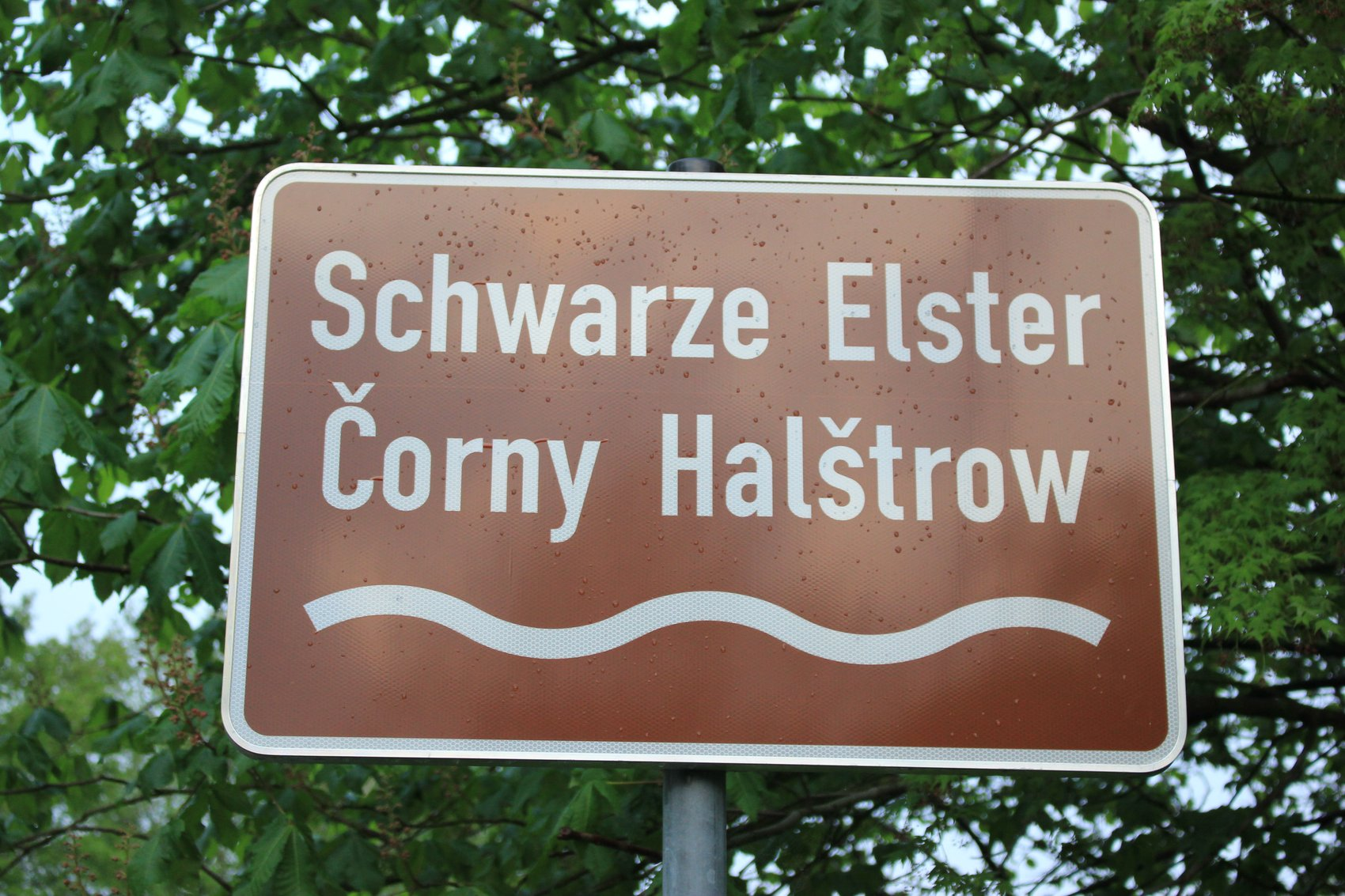
Tweetalige bewegwijzering Duits-Sorbisch

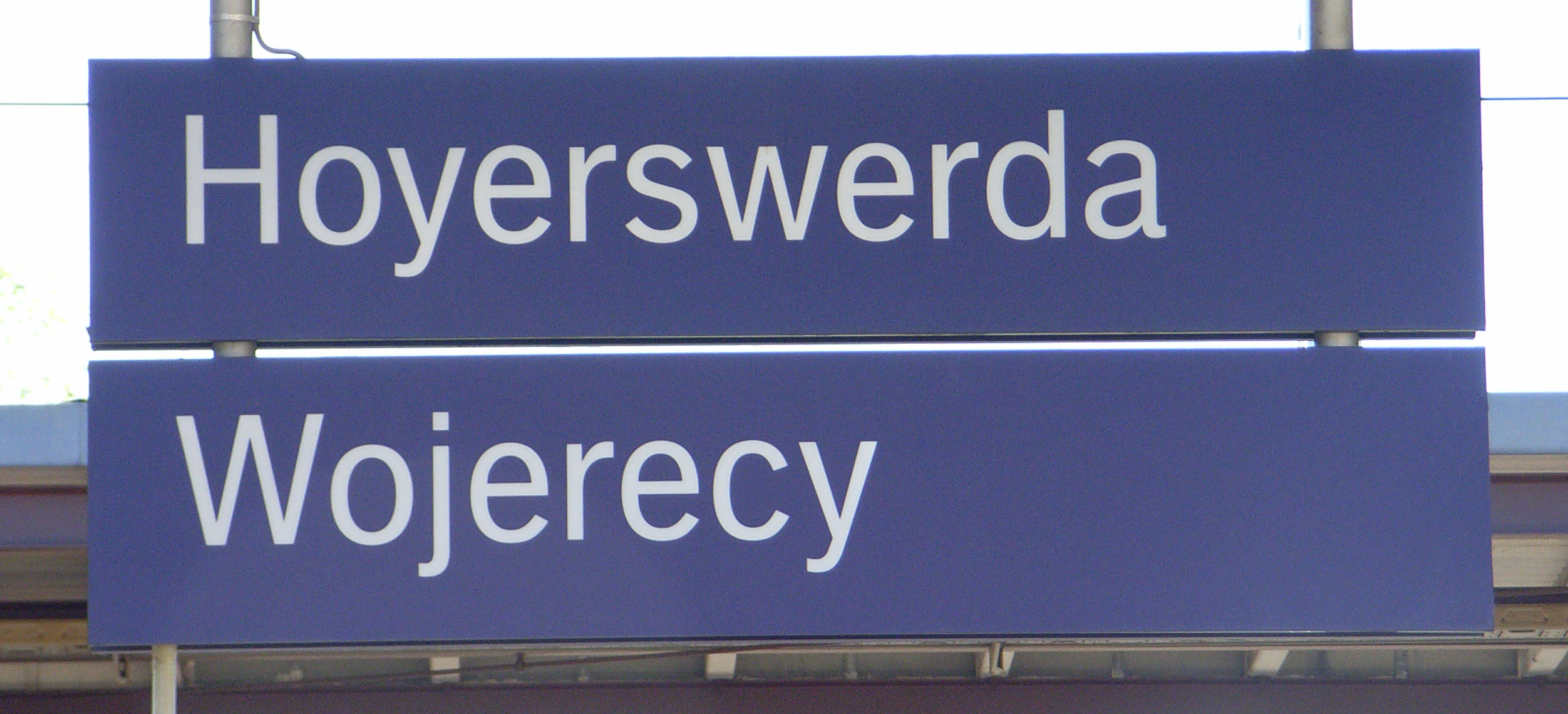
Tweetalige plaatsnaam op station Hoyerswerda

Het Sorbisch (Serbšćina) is een groep van twee West-Slavische talen, het Oppersorbisch en het Nedersorbisch. Zij worden gesproken in de Lausitz (Łužica), een gebied in het oosten van Saksen (Sakska) en het zuidoosten van Brandenburg (Brambor), in Duitsland. De Sorben werden vroeger, net als de Karinthische Slovenen en andere Slavische minderheden, wel als Wenden betiteld. Deze naam wordt tegenwoordig als beledigend beschouwd.

## Varianten

De twee regio's in Duitsland waar Sorbisch gesproken wordt

Het Sorbisch wordt sinds de Tweede Wereldoorlog onderverdeeld in Oppersorbisch en Nedersorbisch. Beide taalgebieden waren ooit verbonden maar zijn van elkaar gescheiden door een zone van Duitstalig geworden dorpen. Het Oppersorbisch heeft de meeste moedertaalsprekers en wordt gesproken rond de stad Bautzen (Budyšin). Het Nedersorbisch wordt althans werd gesproken rond Cottbus (Chóśebuz). Deze beide steden worden dan ook als culturele centra voor de Sorben beschouwd, al wonen de meeste sprekers van het Sorbisch in enkele dorpen ten noordwesten van Bautzen en niet in deze steden.

## Geschiedenis

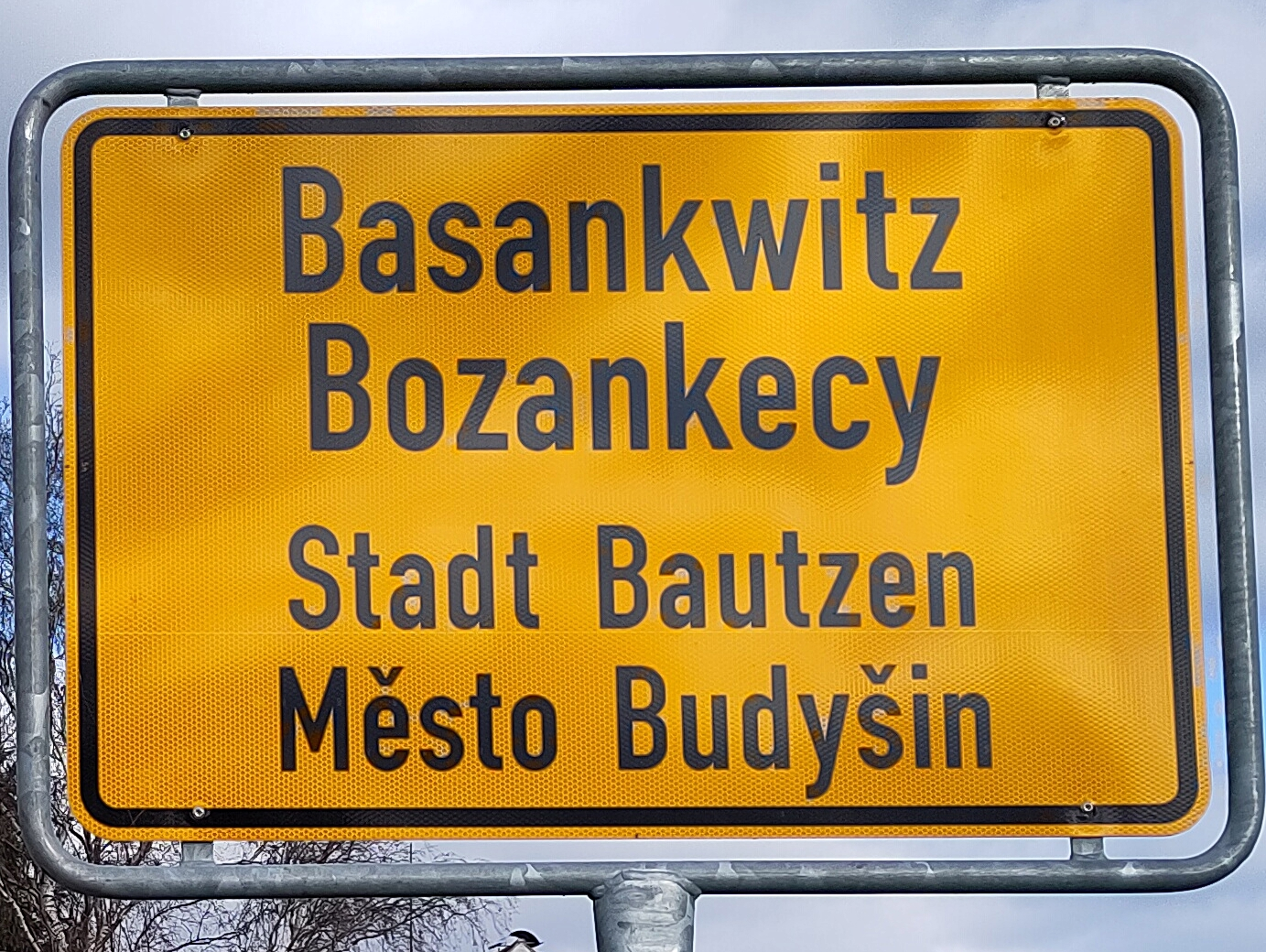
Tweetalige plaatsnamen Duits-Sorbisch

De eerste geschreven Sorbische teksten dateren uit de zestiende eeuw en hebben meestal een religieus karakter. De beide varianten van het Sorbisch hebben een eigen schrijftaal. Sorbisch en Sloveens zijn de enige Europese talen die de dualis (tweevoud) nog naast het enkel- en meervoud actief gebruiken. Het Oppersorbisch heeft Tsjechische trekken, het Nedersorbisch (ook) Poolse. De Sorben en de Polen wonen overigens pas sinds het eind van de Tweede Wereldoorlog op korte afstand van elkaar. De grens kwam toen langs de Oder te liggen. In de 18de eeuw werd het Sorbisch ook nog in de sinds 1945 Poolse streken oostelijk van de Oder gesproken. De Sorben daar ondergingen gaandeweg een verduitsing in hun taal en als Duitsers werden ze na de oorlog over de nieuwe Poolse-Duitse grens verdreven.
Vroeger werden er in veel grotere delen van oostelijk Duitsland Slavische, aan het Sorbisch verwante, talen en dialecten gesproken, tot bijvoorbeeld rond Lüchow in Nedersaksen en op de zogenaamde Jabelheide, de regio die het zuiden van Mecklenburg beslaat. Veel bekende toponiemen getuigen daar nog van, zoals Chemnitz, Dresden (Drježdźany) en zelfs Berlijn. (Zie voor de verduitsing van de streken oostelijk van de Elbe het lemma over Oostkolonisatie.)
Aan het begin van de 19de eeuw woonden 200.000 Sorbischsprekenden in Saksen en Pruisen. Hun gebied strekte zich noord-zuidwaarts uit van Berlijn tot de Boheemse (Tsjechische) grens, westwaarts tot in de richting van Dresden en oostwaarts tot in Silezië (tegenwoordig Polen).
De Pruisische en Saksische overheden stonden in de 19de eeuw alleen in de kerk het gebruik van hun taal toe en de verduitsing werd via het onderwijs gestimuleerd. In het begin van de 20ste eeuw werd het aantal Sorbischtaligen nog op 100.000 geschat. Daarna liep het snel terug. In de nationaalsocialistische tijd was het Sorbisch verboden en na deze periode van vervolging konden nog 60.000 mensen de taal spreken. Dit aantal wordt tot op heden aangehouden hoewel het inmiddels weer aanzienlijk is afgenomen, vermoedelijk tot 10.000 Sorben die de taal dagelijks nog gebruiken. Er moet dus onderscheid gemaakt worden tussen Sorbischtaligen en Sorben, waarvan de laatsten een zekere Sorbische identiteit cultiveren zonder de taal actief te gebruiken. In de DDR-tijd profiteerden de Sorben van de Minderheitenfreundlichkeit en de broederschap met de Slavische volken (Polen en Tsjechen) die het communistisch bewind propageerde. Sorbische cultuuruitingen kregen royaal financiële steun. Zo had de kleine Sorbische gemeenschap de beschikking over een eigen radiozender, kranten en tijdschriften in de eigen taal en een aantal Sorbischtalige of tweetalige scholen.

Voor de bruinkoolwinning in de DDR-tijd hebben veel Sorbische dorpen moeten wijken. Het uiteenvallen van de Sorbischtalige gemeenschappen, die na de gedwongen verhuizing vaak werden verstrooid over de regio en met name naar industriesteden als Cottbus en Eisenhüttenstadt, betekende een bedreiging voor de functie van het Sorbisch als omgangstaal. Na die Wende in 1990 is de bruinkoolwinning doorgegaan. Ondanks massale protesten is nog rond 2000 het dorp Horno ontruimd en afgebroken om plaats te bieden aan de bruinkoolindustrie. Deze ontwikkelingen hebben ervoor gezorgd dat er in het begin van de 21ste eeuw nog maar vijf- tot tienduizend Sorbischtaligen over zijn en dat hun aantal steeds verder daalt, ondanks onderwijsfaciliteiten en cultuursubsidies. Zij vormen alleen nog een hechte gemeenschap in een handvol in meerderheid rooms-katholieke dorpen rond Crostwitz (Chrósćicy) en Panschwitz-Kuckau (Pančicy-Kukow), waar hun van de lutherse omgeving afwijkende godsdienst vanouds een basis van solidariteit en gemeenschapszin vormde. Deze basis is geïnstitutionaliseerd in de werkzaamheid van het klooster Marienstern in Panschwitz, dat sinds de Reformatie in de wijde omgeving de katholieke zielzorg en recent ook Sorbisch taalonderwijs coördineert.

## Huidige status
De dominante taal in het woongebied van de Sorben is sedert eeuwen het Duits. Deze taal heeft het Sorbisch steeds verder teruggedrongen, zodat zowel het Opper- als het Nedersorbisch de status van bedreigde taal hebben gekregen.
Als centrale cultuurraad fungeert de zogenaamde Domowina. Hoewel in de stad Bautzen weinig Sorbisch wordt gesproken, is het Sorbisch er demonstratief aanwezig, in straatnaamborden, op winkels en zelfs in sommige winkels op prijskaartjes en kassabonnen. De Duitse overheid heeft het Sorbisch officieel als minderheidstaal erkend en door het ondertekenen en ratificeren van het Europees Handvest voor regionale talen of talen van minderheden de verplichting op zich genomen het Sorbisch te beschermen en te ontwikkelen.
De Sorbische WITAJ-(welkom)kleuterscholen trekken behalve Sorbischtalige ook Duitstalige leerlingen. Na het volgen van tweetalig of Sorbischtalig basisonderwijs op de 14 scholen die daarvoor voorzieningen hebben kunnen leerlingen terecht op 5 secondaire scholen waar Sorbisch keuzevak is: het Sorbische gymnasium in Bautzen (Budyšin), de Sorbische Mittelschulen in Radibor (Radwor) en Bautzen. Sorbischtalig hoger onderwijs is er niet. Wel kan men in Leipzig (Lipsk) een universitaire studie Sorabistik volgen. Het aantal leerlingen op deze scholen is door de jaren heen constant gebleven op circa vierduizend.
Naast onderwijs worden culturele verenigingen die zich bezig houden met muziek en literatuur gesubsidieerd.

## Sorbische Plaatsnamen

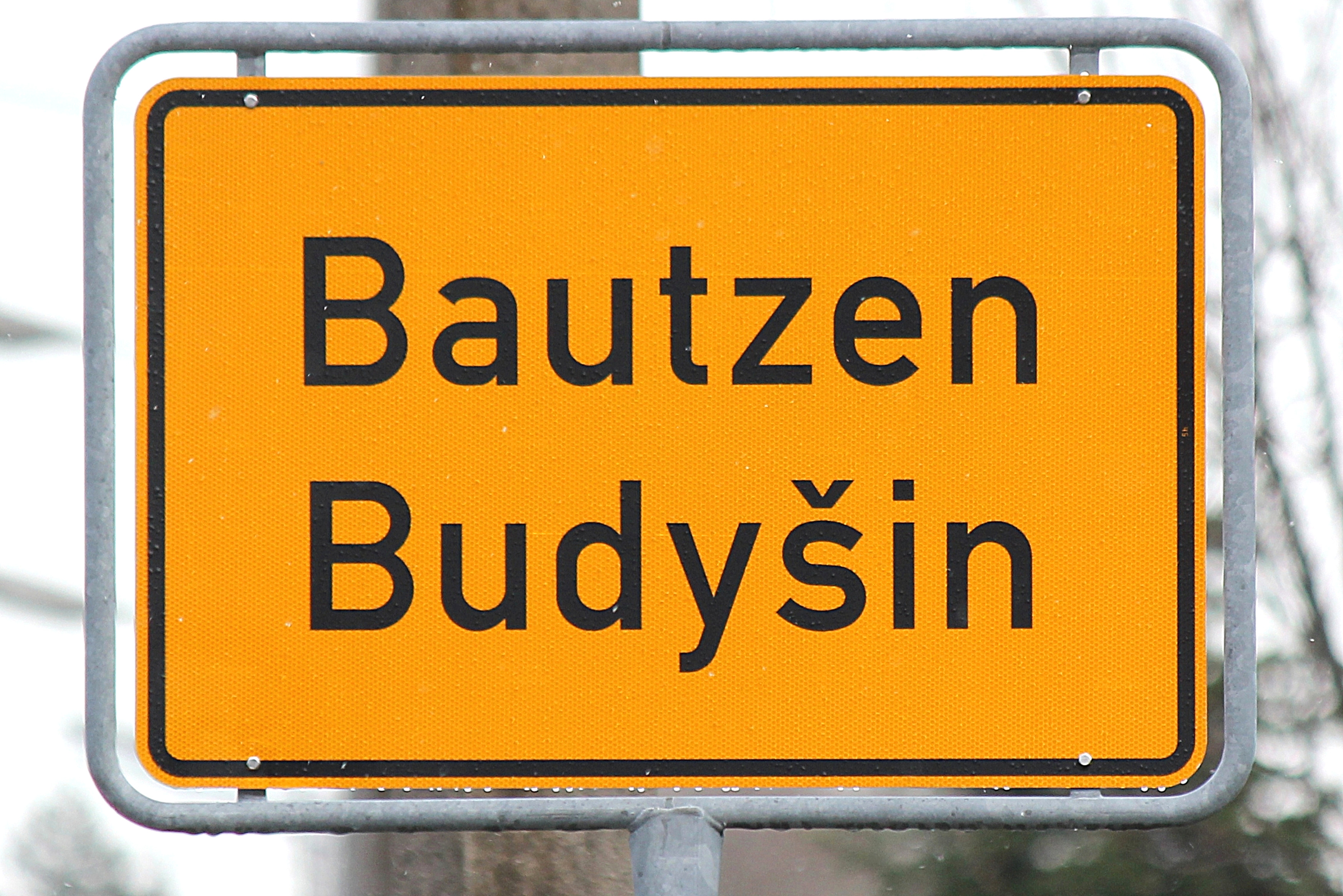
tweetalig plaatsnaambord van Bautzen

De spelling van plaatsnamen is in het Opper- en Nedersorbisch niet gelijk en de spelling lijkt ook niet geheel vast te liggen. De Nedersorbische naam voor Cottbus is Chóśebuz, maar op het station staat Chośebuz, zonder accent op de o. In het Oppersorbisch is het Choćebuz.
| - Běła Woda – Weißwasser - Biskopicy - Bischofswerda - Brjazyn - Briesen - Budyšin - Bautzen - Chóśebuz - Cottbus - Chrósćicy - Crostwitz - Kamjenc - Kamenz - Gołkojce - Kolkwitz - Grodk – Spremberg - Kulow - Wittichenau - Kosobuz – Kunersdorf - Lubnjow - Lübbenau - Lubin - Lübben - Miłoćicy - Miltitz | - Njebjelčicy - Nebelschütz - Pěskecy - Piskowitz - Ptačecy - Taetzschwitz - Raduš - Raddusch - Radwor - Radibor - Ralbicy - Ralbitz - Serbske Pazlicy - Wendischbaselitz - Slepo – Schleife - Wěteńca - Dürrwicknitz - Wětošow - Vetschau - Wojerecy - Hoyerswerda - Worklecy - Räckelwitz - Zhorjelc - Görlitz - Zły Komorow - Senftenberg |